# Arco dei Gavi

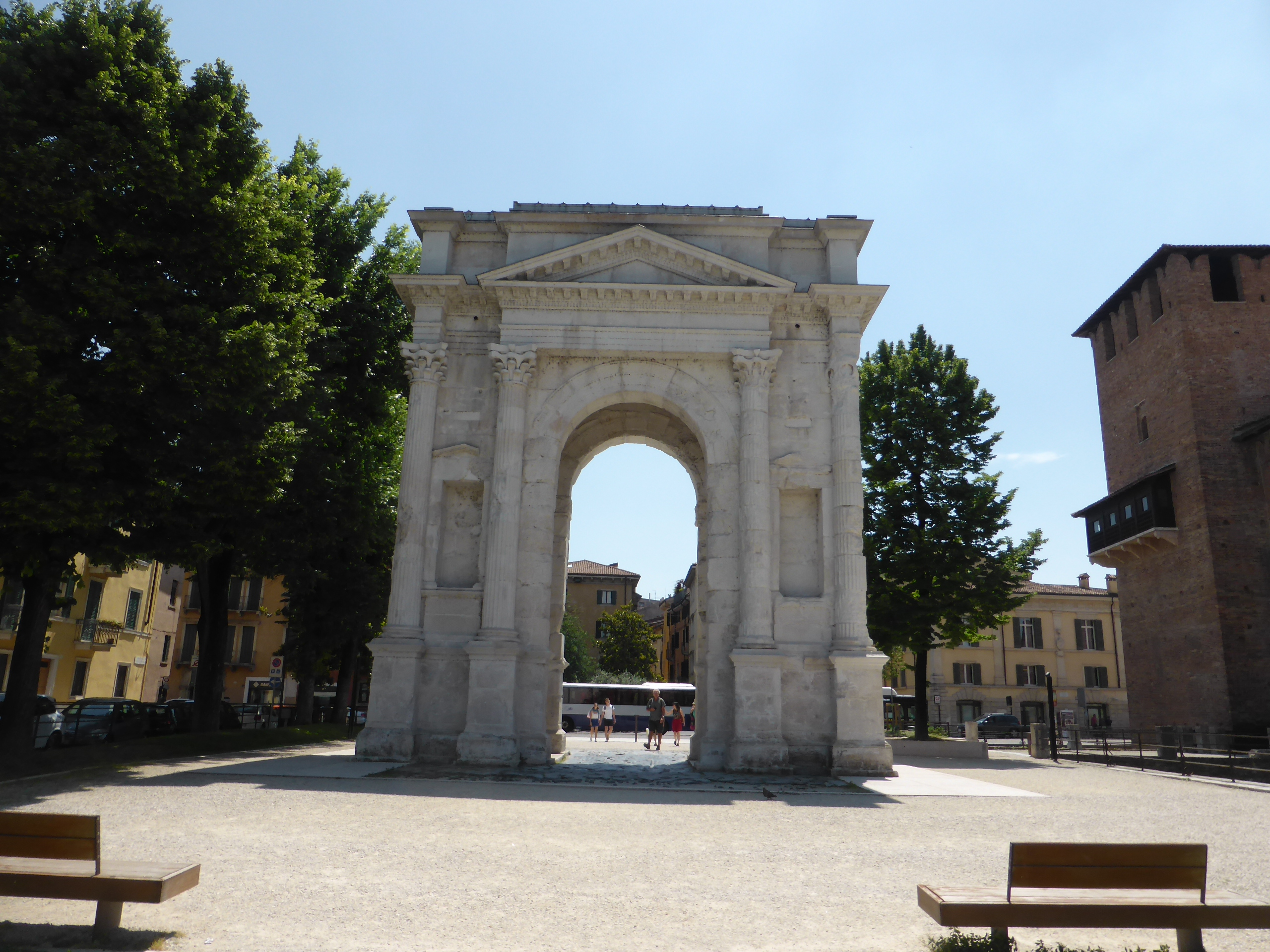
Nordseite mit dem südöstlichen Wehrturm des Castelvecchio

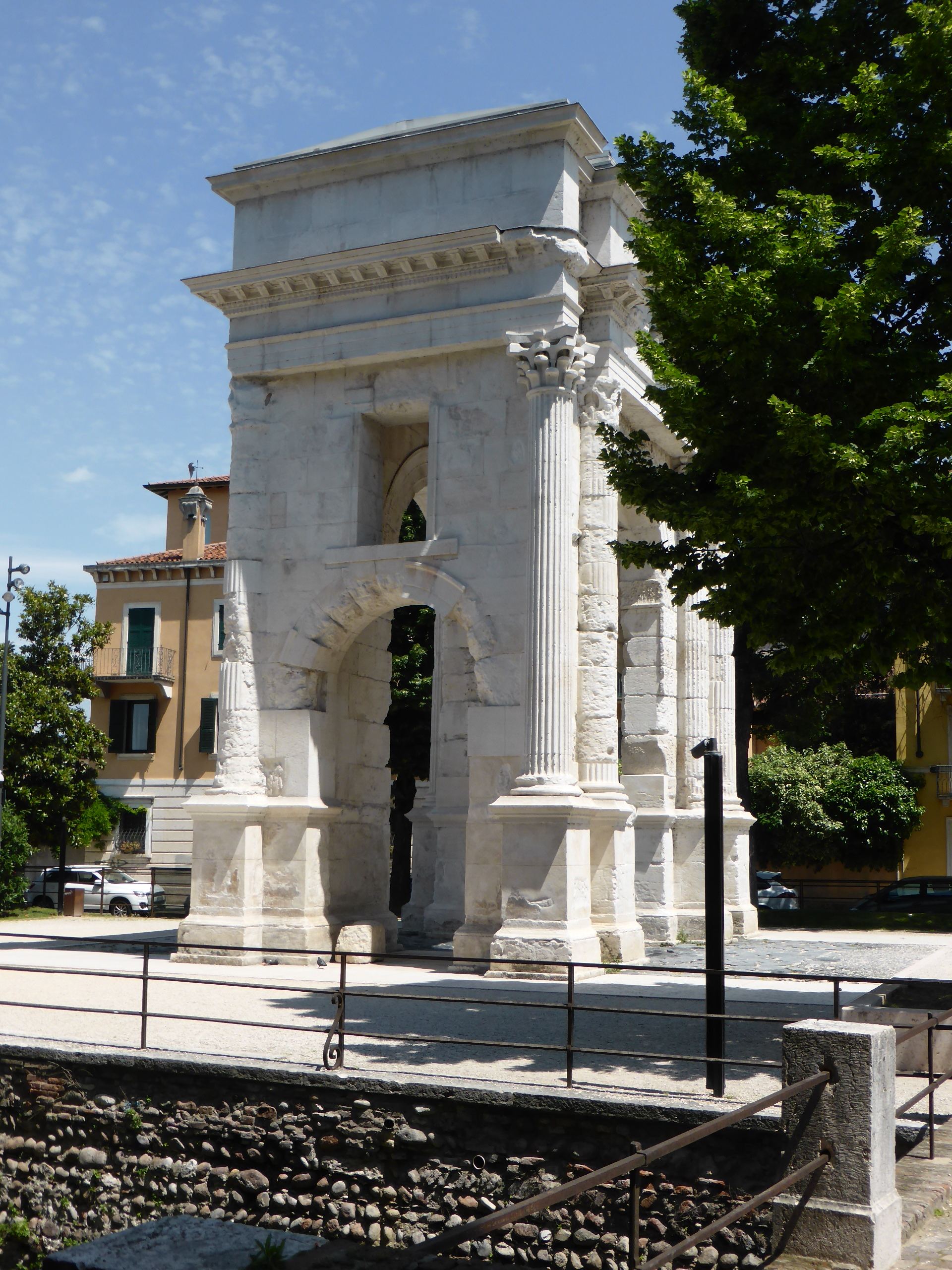
Westseite

Der Arco dei Gavi oder Gavierbogen ist ein römischer Ehrenbogen im UNESCO-Welterbe „Altstadt von Verona“. Er befindet sich in einem kleinen Park zwischen dem Corso Cavour und dem Ufer der Etsch unmittelbar am Castelvecchio.

## Geschichte
Der Bogen wurde im 1. Jahrhundert n. Chr. – ausweislich der Inschrift L. VITRVVIVS. L. L. CERDO / ARCHITECTVS – von dem Architekten Lucius Vitruvius Cerdo, Freigelassener eines Lucius Vitruvius, zum Ruhm der Familie der Gavier errichtet, allerdings nicht am jetzigen Standort, sondern an der Via Postumia, wo der Standort des Bogens heute im Straßenbelag kenntlich gemacht worden ist. (⊙)
Im mittelalterlichen Verona der Scaliger diente der Arco dei Gavi als Stadttor und war in die Stadtbefestigung einbezogen. Stadtpläne des 16. Jahrhunderts zeigen, dass der untere Teil des Bogens sich zu diesem Zeitpunkt unterhalb des Straßenniveaus befand und Läden in ihn hineingebaut worden waren.
1805 besetzten französische Truppen die Stadt. Napoleon sah das römische Bauwerk als militärisches Hindernis und ließ es abreißen. Die Steine des Bogens wurden in der Nähe der römischen Arena deponiert.
Schon 1820 beschloss der Stadtrat von Verona den Wiederaufbau des antiken Monuments.
Aber erst 1932 gelang es Antonio Avena, dem damaligen Direktor der städtischen Museen, mit Unterstützung von Carlo Anti, den Arco dei Gavi an der jetzigen Stelle neu aufzubauen. Um die ursprüngliche Situation anzudeuten, hat man ein Stück der antiken römischen Straßenpflasterung aus schwarzem Basalt im Bereich des Bogens verlegt, die Einkerbungen durch Wagenräder zeigt.

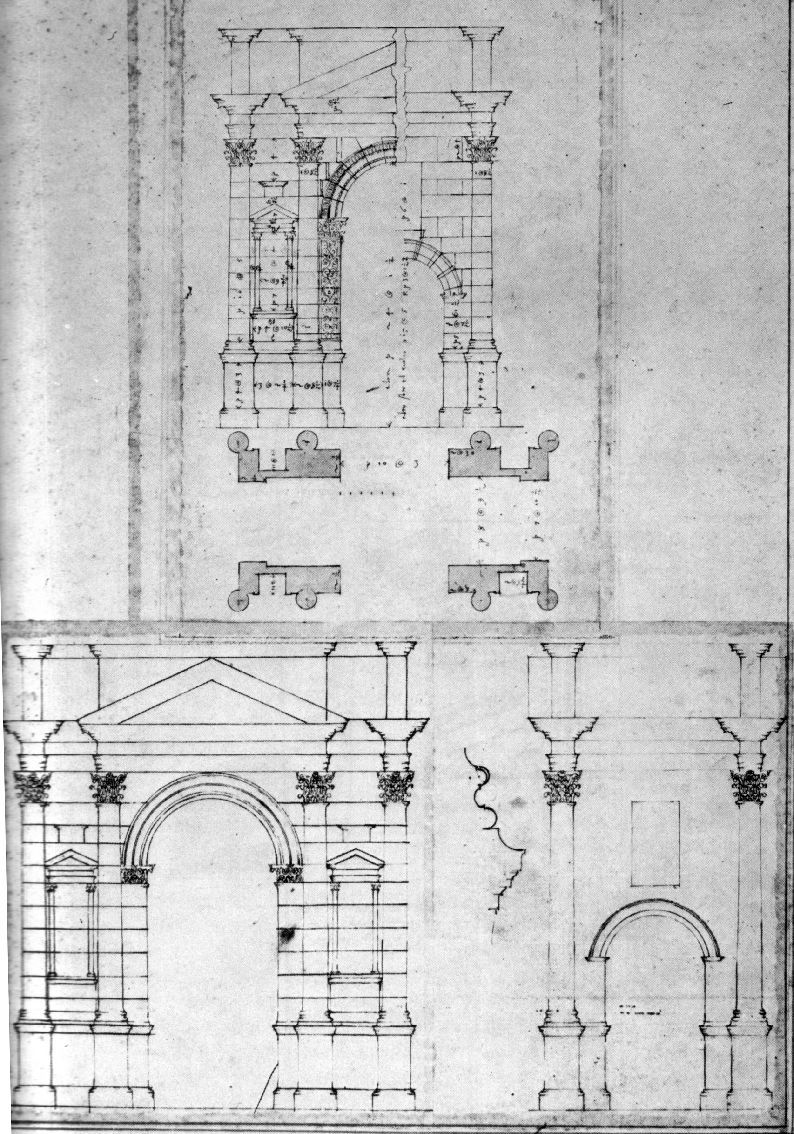
Architekturzeichnung Palladios vom Arco dei Gavi

## Baubeschreibung
Das Bauwerk ist 12,69 Meter hoch. Die Fronten messen 10,96 Meter, die Schmalseiten 6,02 Meter. Im Lichten ist der Hauptbogen 3,48 Meter breit und 8,40 Meter hoch bei einer Höhe von 5,50 Metern und einer Breite von 2,65 Metern an den Schmalseiten.
Der Bogen besteht aus weißem Kalkstein aus einem lokalen Steinbruch (cave dei Lessini); die Schauseite war zur Via Postumia gerichtet. Die Toröffnung wird flankiert von je zwei korinthischen Halbsäulen, wobei die äußeren als Dreiviertelsäulen gebildet sind und auf die Schmalseiten des Bogens umgreifen. Sie ruhen auf – mit den Bogenpfeilern verkröpften – Einzelpostamenten und tragen ein Gebälk aus Dreifaszien-Architrav und glattem Fries. Darüber folgt ein von Konsolen gestütztes Geison mit reliefierten Kassetten zwischen den Konsolen. Dem schließt sich im Bereich des Hauptdurchgangs ein Dreiecksgiebel mit undekoriertem Tympanon an; er ist der folgenden Attika vorgeblendet, die ihrerseits wie das Gebälk über den Ecksäulen verkröpft ist. Die Archivolten der Hauptdurchgänge ruhen auf Pilastern mit Blumen- und Rankenmotiven in Flachrelief und Kämpferkapitellen. Die Kassettendecke des Bogens wird durch ein Haupt der Medusa verziert.
Zwischen den Säulenpaaren zuseiten der Hauptdurchgänge sind Ädikulanischen eingelassen, in denen insgesamt vier heute verlorene Statuen von Familienangehörigen der Gavier standen. Drei von ihnen sind inschriftlich als C[aius] Gavius Strabo, M[arcus] Gavius Macro und Gavia benannt, von der vierten ist die Inschrift nicht erhalten.

## Rezeption
Entscheidend für die Geschichte des Gavi-Bogens war die eigentlich ungewöhnliche Nennung des antiken Baumeisters. Lucius Vitruvius Cerdo wurde selbstverständlich mit Marcus Vitruvius Pollio identifiziert (Verona folglich als Heimatstadt des Architekten betrachtet), bis Sebastiano Serlio daran Kritik übte. Wegen der Autorität der architekturtheoretischen Schriften Vitruvs studierten die Baumeister der Renaissance den Arco dei Gavi und vermaßen ihn genau. Er wurde mehrfach zitiert, zum Beispiel am Portal des Palazzo del Podestà in Verona. Am bekanntesten ist das Zitat des Gavi-Bogens an einem Altar von Florio Pindemonti in der Veroneser Kirche Sant’ Anastasia.
Eine Architekturzeichnung von Andrea Palladio half schließlich bei der Rekonstruktion des Bauwerks.